# Chana Eden
Pour les articles homonymes, voir Eden.
Chana Eden est une chanteuse et actrice israélo-américaine. Après ses débuts dans le film La Forêt interdite en 1958, Chana Eden est apparue dans de dans de nombreuses séries télévisées américaines de la fin des années 1950 et du début des années 1960. Elle est revenue à la comédie à deux reprises dans les années 1980.

## Biographie
Chana Messinger est née à Haïfa de Rachel et Menachem Messinger, un pharmacien. Elle fit ses études à l'école française de Haïfa et a étudié la danse dans une compagnie de ballet anglaise. Après avoir obtenu son diplôme de l'école française, elle s'inscrivit et suivit brièvement des cours dans un collège commercial avant de s'engager dans la marine israélienne pendant la guerre d'indépendance israélienne de 1948.
Arrivée à Hollywood en 1953 pour étudier la réalisation et le montage de films, et elle prit le nom de famille Eden et fut naturalisée américaine en 1960

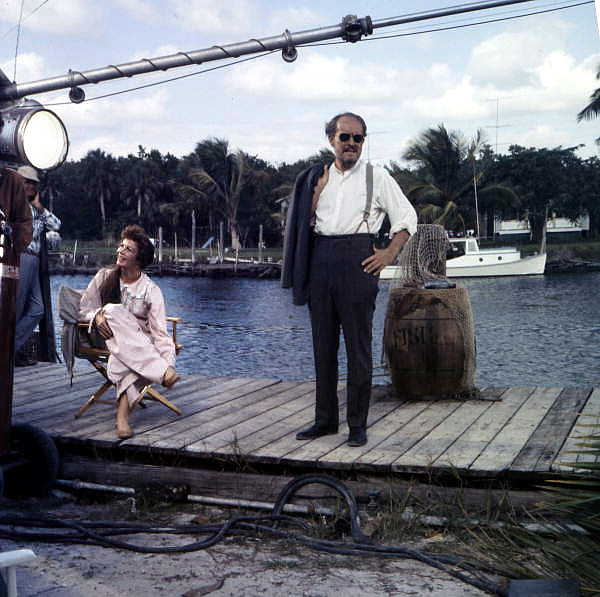
Chana Eden et Emmett Kelly sur le tournage de La Forêt interdite.

## Carrière
Chana Eden fit ses débuts dans La Forêt interdite, puis elle apparut dans une trentaine de séries télévisées.

## Filmographie sélective

### Cinéma
- 1958 : La Forêt interdite
- 1987 : Blanche-Neige

### Télévision
- 1959 : Bonanza
- 1960 : Perry Mason
- 1960 : Aventures dans les îles
- 1960 : Au nom de la loi  saison 2 épisode 25 (Le joueur) : Juanita
- 1961 : Have Gun - Will Travel
- 1962 : The Gallant Men (en)
- 1962 : Naked City